# Saint-Deniscourt
Saint-Deniscourt è un comune francese di 100 abitanti situato nel dipartimento dell'Oise della regione dell'Alta Francia.

## Società

### Evoluzione demografica
Abitanti censiti